# Сельво, Доменико
Доменико Сельво (итал. Domenico Selvo; ? — 1087) — 31-й венецианский дож (1071—1084). Был женат на дочери византийского императора Константина X Дуки Феодоре.

## Биография
В 1071 году, в ещё недостроенной базилике Святого Марка, Доменико Сельво был возведён в должность дожа, став преемником Доменико I Контарини. При нём был начат первый цикл создания мозаичного убранства вышеуказанного собора, а капитаны венецианских кораблей по его указу привозили со всего мира редкие предметы искусства и священные реликвии.
Он заключил важные союзы со Священной Римской империей и Византией. В том числе, в 1082 году византийский император пожаловал особые привилегии для купцов из Венеции (отмена пошлин, разрешение пользоваться собственными мерами длины и веса и тому подобное).
В союзе с Византией венецианцы воевали с Робертом Гвискаром, далеко не всегда удачно. Так, после поражения объединённых сил при Корфу в 1084 году Доменико Сельво был низложен с должности дожа. Его преемником был избран Витале Фальер.